# Glypta decora
Glypta decora là một loài tò vò trong họ Ichneumonidae.